# Montanha de Vaquèira
La Montanha de Vaquèira és una serra situada al municipi de Naut Aran a la comarca de la Vall d'Aran, amb una elevació màxima de 2.470 metres.